# Sonya Noskowiak
Sonya Noskowiak (* 25. November 1900 in Leipzig; † 28. April 1975 in Greenbrae, USA) war eine deutsch-amerikanische Fotografin. 

## Leben
Geboren 1900 in Leipzig, begann Noskowiak ihre Karriere 1929 in Johan Hagemeyers Studio in Los Angeles; wenig später arbeitete sie für Edward Weston, mit dem sie zwischen 1929 und 1934 zusammenlebte und dessen Bilder sie vergrößerte. Gleichzeitig erhielt sie ihre eigene Klientel für Porträts.
1932 gründete sie zusammen mit den Fotografen Imogen Cunningham, John Paul Edwards, Ansel Adams, Henry Swift, Willard van Dyke und Edward Weston die Gruppe f/64, die sich recht dogmatisch für eine Fotografie einsetzte, die durch größtmögliche Schärfentiefe – symbolisiert durch den Namen der Gruppe, der eine sehr kleine Blendenöffnung anzeigt – und maximale Detailgenauigkeit gekennzeichnet war.
Ihre Bilder wurden zum ersten Mal in einer Ausstellung der Gruppe f/64 im Jahre 1933 gezeigt. In den folgenden Jahren erhielt sie mehrere eigene Ausstellungen, unter anderem in den Galerien von Ansel Adams, Denny-Watrous und Willard Van Dyke. 
1935 gründete sie ihr eigenes Studio in San Francisco, in dem sie bis 1965 arbeitete. 
Viele ihrer Bilder befinden sich heute im Center for Creative Photography in Tucson.